# Casablanca (1942.)
Casablanca je romantična drama Michaela Curtiza iz 1942. godine. Glavne uloge pripale su Humphreyju Bogartu, Ingrid Bergman i Paulu Henreidu, te su sporedne pripale Claudeu Rainsu, Conradu Veidtu, Sydneyju Greenstreetu i Peteru Lorreu. Radnjom je smještena u marokanski grad pod višijskom kontrolom Casablancu tijekom Drugog svjetskog rata, a fokusira se na sukob između, prema riječima jednog od junaka, ljubavi i vrline: on mora odabrati između ljubavi za ženu i onog što je ispravno, pomaganja njoj i njenom mužu vođi Pokreta otpora da pobjegnu iz Casablance kako bi mogli nastaviti borbu protiv nacista.
Iako se radilo o A-filmu, s afirmiranim glumcima i prvorazrednim scenaristima - Julius J. Epstein, Philip G. Epstein i Howard Koch potpisani su kao scenaristi - nitko od onih tko je bio uključen u produkciju nije očekivao da Casablanca postane nešto više od prosjeka jer se radilo o jednom od desetaka scenarija koji su se producirali u Hollywoodu svake godine. Film je nakon prvotnog prikazivanja polučio osrednji uspjeh, ponajviše zato što je bio požuren kako bi se iskoristila popraćenost savezničke invazije u Sjevernoj Africi nekoliko tjedana ranije. Ipak, unatoč mijenjanju scenarista koji su mahnito adaptirali nerealizirani kazališni komad i jedva držali korak s produkcijom, i Bogartovu prvom iskustvu u romantičnoj glavnoj ulozi, Casablanca je osvojila tri Oscara, uključujući najbolji film. Likovi, dijalozi i glazba iz filma postali su legendarni, a Casablanca je s vremenom postajala sve popularnija tako da se konstantno nalazi pri vrhu izbora najboljih filmova svih vremena.

## Radnja
Rick Blaine je ogorčeni, cinični američki emigrant s prebivalištem u Casablanci. Posjeduje i vodi "Rick's Café Américain", otmjeni noćni klub i tajnu kockarnicu koja privlači raznoliku klijentelu: višijske i nacističke časnike, izbjeglice i lopove. Iako se Rick predstavlja kao neutralan po pitanju svega, kasnije se otkriva kako je prodavao oružje u Etiopiju tijekom talijanske invazije 1935. te se borio u Španjolskom građanskom ratu na strani repulblikanaca protiv Francovih nacionalista.
Ugarte, sitni kriminalac, dolazi u Rickov klub s "tranzitnim pismom" koje je dobio nakon ubojstva dvojice njemačkih kurira. Papiri omogućuju nositelju da slobodno putuje po europskim područjima pod njemačkom kontrolom i neutralnom Portugalu, a od tamo u Ameriku. Pisma su gotovo neprocjenjiva stalnoj rijeci izbjeglica kojima je zadnja postaje obično Casablanca. Ugarte se namjerava obogatiti prodajući ga onom tko mu za nj ponudi najviše, a koji bi trebao doći u klub kasno navečer. Međutim, prije no što je došlo do razmjene, Ugartea uhiti lokalna policija, pod zapovjedništvom kapetana Louisa Renaulta, korumpiranog oportunista koji sam za sebe kaže, "Nemam nikakvih uvjerenja... Krećem se s vjetrom, a najjači vjetar trenutno puše iz Vichyja." Iako to Renard i nacisti ne znaju, Ugarte je povjerio pisma Ricku jer "... nekako, samo zbog toga što me prezireš, ti si jedini kome mogu vjerovati."
U tom trenutku u Rickov život ulazi razlog njegove ogorčenosti. Njegova bivša ljubavnica Ilsa Lund stiže sa svojim mužem Victorom Laszlom, bjeguncem i vođom češkog Pokreta otpora kojeg traže nacisti. Paru trebaju pisma kako bi mogli napustiti Casablancu te "doći do Amerike i nastavili njegov rad." Stiže njemački bojnik Strasser kako bi se pobrinuo da Laszlu to ne pođe za rukom.
Nakon što je Laszlo porazgovarao sa Signorom Ferrarijem, vodećom figurom kriminalnog podzemlja i Rickovim poslovnim rivalom, Ferrari objavi da sumnja kako su pisma kod Ricka. Laszlo se sastaje s Rickom privatno, ali Rick odbije sudjelovati, rekavši Laszlu da za razlog upita svoju ženu. Prekida ih skupina nacističkih časnika predvođenih Strasserom nakon što su počeli pjevati "Die Wacht am Rhein", njemačku domoljubnu pjesmu. Kako bi uzvratio, Laszlo kućnom sastavu rekne da zasviraju "Marseljezu", francusku nacionalnu himnu. Sastav potraži Rickovo odobrenje, a on kimne glavom. Laszlo počne pjevati, prvo sam, a zatim okupljene obuzme dugo potiskivani domoljubni zanos pa mu se pridružuju, nadglasavši Nijemce. Za osvetu, Strasser naredi Renaultu da zatvori klub.
Te noći, Ilsa se posvađa s Rickom u praznom lokalu. Nakon što on odbije dati joj pisma, ona mu zaprijeti pištoljem, ali nespremna da opuca, prizna mu da ga još voli. Rekne mu kako je kad su se upoznali i zaljubili u Parizu, vjerovala da joj je muž poginuo dok je pokušao pobjeći iz nacističkog koncentracijskog logora. Kasnije, kad je njemačka vojska zauzimala grad, saznala je da je Laszlo živ i da se skriva. Ostavila je Ricka bez objašnjenja kako bi pomogla bolesnom Laszlu.
Time se otkriva zašto je Rick ogorčen, a ljubavnici se pomiruju. Rick pristane pomoći, navevši je na pomisao kako će ona ostati s njim kad Laszlo otiđe. Nakon što se Laszlo iznenada pojavi, nakon što je pobjegao policijskoj raciji sastanka Pokreta otpora, Rick sakriva Ilsu dok njih dvojica razgovaraju. Laszlo otkriva kako je svjestan da Rick voli Ilsu i pokuša nagovoriti Ricka da iskoristi pisma kako bi joj pomogao da se domogne sigurnosti. No, stiže policija i uhiti Laszla pod lažnom optužbom. Rick nagovori Renaulta da pusti Laszla obećavši mu da će mu namjestiti mnogo ozbiljniji zločin, posjedovanje pisama za prijelaz. Kako bi odagnao Renaultove sumnje u njegove motive, Rick objasni da će on i Ilsa otići u Ameriku.
No, nakon što Renault pokuša uhititi Laszla zbog prihvaćanja pisama, Rick prevari Renaulta, prisilivši ga pištoljem da im pomogne pobjeći. U posljednjem trenutku, Rick ukrca Ilsu na avion za Lisabon s njezinim mužem, rekavši joj kako bi požalila da je ostala, "Možda ne danas, možda ne sutra, ali ubrzo i do kraja života."
Bojnik Strasser dolazi sam, nakon što mu je Renault izdao tajnu, ali ga Rick upuca nakon što je pokušao intervenirati. Nakon dolaska policije, Renault zastane i nakon toga rekne svojim ljudima, "Uhitite uobičajene osumnjičene." Nakon što su ostali sami, Renault predloži da on i Rick napuste Casablancu i pridruže se Slobodnoj Francuskoj u Brazzavilleu. Odlaze u magli uz jednu od najpoznatijih odjavnih rečenica u filmskoj povijesti: "Louis, mislim da je ovo početak jednog divnog prijateljstva."

## Produkcija
Film je bio temeljen na tada još neproduciranoj kazališnoj drami Everybody Comes to Rick's Murrayja Burnetta i Joan Alison. Analitičar Warner Brosa. zadužen za priče koji je pročitao dramu, Stephen Karnot, nazvao ju je (odobravajući) "sofisticiranim kičem", a urednica priče Irene Diamond nagovorila je producenta Hala Wallisa da ju otkupi za 20 tisuća dolara, što je bio najveći iznos koji je netko u Hollywoodu platio za neproducirani komad. Projekt je preimenovan u Casablanca, navodno radi sličnosti hitu Alžir iz 1938. Snimanje je počelo 25. svibnja 1942., a dovršeno je 3. kolovoza.
Film je ukupno stajao 1,039.000 dolara (75 tisuća više nego što je proračunom bilo predviđeno), ne izrazito, ali iznad tadašnjeg prosjeka.
Cijeli film snimljen je u studiju, osim sekvence koja prikazuje dolazak bojnika Strassera koja je snimljena u Zračnoj luci Van Nuys. Ulica korištena za eksterijerne kadrove bila je tek sagrađena za drugi film, Pustinjska pjesma, a preuređena je za kadrove Pariza. Ostala je u posjedu Warnera sve do šezdesetih. Set za Rickov lokal sastojao se od tri nepovezana dijela, pa je unutarnji izgled neodređen. U brojnim scenama kamera gleda kroz zid iz lokala u Rickov ured. Pozadina za posljednju scenu, koja prikazuje avion Lockheed L-12 Electra Junior s osobljem koje šeta oko njega, postavljena je uz upotrebu patuljastih statista i proporcionalnog modela kartonskog aviona. Magla je korištena kako bi se prikrio neuvjerljivi izgled modela. Filmski kritičar Roger Ebert nazvao je Wallisa "ključnom kreativnom snagom" zbog njegove posvećenosti detaljima produkcije (koja je išla dotle da je zahtijevao korištenje prave papige u Blue Parrot baru).
Bergmanina visina prouzročila je neke probleme. Bila je pet centimetara viša od Bogarta te kasnije tvrdila kako je Curtiz natjerao Bogarta da stoji na blokovima ili sjedi na jastucima u scenama koje su snimali zajedno.
Wallis je napisao posljednju rečenicu ("Louis, mislim da je ovo početak jednog divnog prijateljstva.") nakon što je snimanje dovršeno. Bogart je mjesec dana kasnije morao biti pozvan kako bi na scenu nadodao i glas.
Kasnije je bilo planova i za druge scene, koje bi prikazivale Ricka, Renaulta i vod vojnika Slobodne Francuske na brodu kako bi se upotpunila saveznička invazija Sjeverne Afrike 1942.; no, kako je bilo teško dovesti Claudea Rainsa za snimanje, od scene se odustalo kad je David O. Selznick prosudio "kako bi bila grozna pogreška promijeniti završetak."

### Scenarij
Originalna drama nastala je na temelju putovanju Murrayja Burnetta u Europu 1938., kad je posjetio Beč malo poslije Anschlussa, gdje je iz prve ruke svjedočio nacističkoj diskriminaciji. U južnoj Francuskoj je naletio na noćni klub, koji je imao mušterije iz raznih zemalja koji su govorili raznim jezicima, te prototip Sama, tamnoputog pijanista. U drami, lik Ilse bila je Amerikanka Lois Meredith te se nije vidjela s Laszlom nakon što je njezina veza s Rickom završila u Parizu; Rick je bio odvjetnik.
Prvi scenaristi na filmu bila su braća blizanci Epstein, Julius i Philip, koji su uklonili pozadinsku priču o Ricku i dodali neke humorne elemente. Treći potpisani scenarist, Howard Koch, došao je kasnije, ali je radio paralelno s njima, unatoč različitim shvaćanjima; Koch je naglašavao političke i melodramatske elemente. Nepotpisani Casey Robinson doprinio je nizom sastanaka između Ricka i Ilse u lokalu. Čini se kako je Curtiz preferirao romantične dijelove, inzistirajući na zadržavanju prisjećanja na Pariz. Unatoč velikom broju scenarista, film je imao ono što Ebert naziva "prekrasno sjedinjenim i konzistentnim" scenarijem. Koch je kasnije tvrdio kako je bilo tenzija između njegova vlastitog pristupa i onog Curtizova što se odnosilo na sljedeće: "Iznenađujuće, ovi su se nesuglasni pristupi nekako slagali, a možda su djelomično te trzavice između Curtiza i mene dale filmu određenu ravnotežu." Julius Epstein kasnije je naglasio da je scenarij sadržavao "više kukuruza nego u državama Kansas i Iowa zajedno. Ali kad je kukuruz dobar, nema ništa bolje."
Film je naišao na neke poteškoće s Josephom Breenom iz Administracije Produkcijskog koda (hollywoodskog samocenzorskog tijela), koji se protivio sugestijama da je kapetan Renault iznuđivao seksualne usluge od svojih molilaca, te da su Rick i Ilsa spavali zajedno u Parizu. Međutim, u završnoj verziji je oboje snažno sugerirano.

### Režija
Wallisov prvi izbor za redatelja bio je William Wyler, ali nije bio dostupan, pa se Wallis okrenuo svojem dobrom prijatelju Michaelu Curtizu. Curtiz je bio mađarski Židov emigrant koji je došao u Sjedinjene Države u dvadesetima, ali su neki iz njegove obitelji bili izbjeglice iz nacističke Europe. Roger Ebert je komentirao kako u Casablanci postoji "tek ponešto kadrova ... koji su upečatljivi". Curtiz se bojao koristiti kadrove koji bi pričali priču umjesto onih koje bi stajale same za sebe. No, on nije imao mnogo utjecaja na razvitak priče: Casey Robinson rekao je kako Curtiz "nije znao ništa o priči ... on se brine za slike, vi se pobrinite za priče." Kritičar Andrew Sarris nazvao je film "najodlučnijom iznimkom autorske teorije", na što je drugi kritičar Aljean Harmetz uzvratio kako je "gotovo svaki film Warner Brosa. iznimka autorske teorije". Drugi kritičari Curtizu pripisuju više zasluga; Sidney Rosenzweig, u svojoj studiji o redateljskom radu, film vidi kao tipični primjer Curtizova naglašavanja moralnih dvojbi.
Scene za koje je bila zadužena pomoćna ekipa, kao što je sekvenca puta izbjeglica i prikaz invazije Francuske, režirao je Don Siegel.

### Fotografija
Snimatelj je bio Arthur Edeson, veteran koji je prethodno snimao Malteškog sokola i Frankensteina. Posebna pažnja posvećena je snimanju Bergman. Ona je uglavnom snimana s lijeve strane, često s omekšavajućim filterom i hvatanjem odraza kako bi joj se oči učinile blještavim; cijeli efekt je osmišljen kako bi joj se lice učinilo "neopisivo tužnim i nostalgičnim." Sjenovite trake preko likova i u pozadini trebale su aludirati na zatvorenost, križ, simbol Slobodne Francuske i emocionalni nemir. Mračni film noir i ekspresionističko osvjetljenje korišteni su u nekoliko scena, posebno na kraju filma. Rosenzweig tvrdi kako su ti efekti sjene i svjetla klasični elementi Curtizova stila, zajedno s tečnim pokretima kamere i korištenjem okoline kao sredstva uokvirivanja.

### Glazba
Glazbu je napisao Max Steiner, najpoznatiji po svojoj glazbi za Zameo ih vjetar. Pjesma "As Time Goes By" Hermana Hupfelda bila je dio priče još u originalnoj drami. Steiner je htio napisati vlastitu kompoziciju kako bi je zamijenio, ali je Bergman već bila skratila svoju kosu zbog svoje sljedeće uloge (Maria u Kome zvono zvoni) te nije mogla ponovno snimiti scene koje su uključivale pjesmu, pa je Steiner cijeli glazbeni aranžman morao temeljiti na njoj i "Marseljezi", francuskoj nacionalnoj himni, promijenivši ih kako bi reflektirale promjenu atmosferu.
Posebno je poznat "dvoboj pjesama". U Rickovu lokalu Strasser i mala skupina njegovih časnika počnu pjevati "Die Wacht am Rhein" ("Straža na Rajni") oko Samova klavira. Na Laszlov nagovor, sastav u Rickovu lokalu počne svirati "Marseljezu", što potakne cijeli lokal da se digne na noge i prkosno zapjeva nadglasavši Nijemce. Na soundtracku "Marseljezu" izvodi čitavi orkestar. Prvotno je bilo zamišljeno da u ovoj sekvenci Nijemci zapjevaju "Horst Wessel Lied", de facto drugu nacionalnu himnu nacističke Njemačke, ali ona je još bila zaštićena autorskim pravima u ne-savezničkim zemljama.
Druge pjesme iz filma su "It Had to Be You" iz 1924. (glazba Isham Jones, stihovi Gus Kahn), "Knock on Wood" (glazba M.K. Jerome, stihovi Jack Scholl) i "Shine" iz 1910. (glazba Ford Dabney, stihovi Cecil Mack i Lew Brown).

## Glumci
Glumačka postava poznata je po svojem internacionalizmu: samo troje potpisanih glumaca rođeni su u SAD-u. Glavni glumci bili su:
- Humphrey Bogart kao Rick Blaine: Njujorčanin Bogart postao je velika zvijezda tek nakon Casablance. U svojoj ranijoj karijeri bio je etiketiran kao gangster pa je igrao likove kao što su Bugs, Rocks, Turkey, Whip, Gloves i Duke (dvaput). Nakon Visoke Sierre (1941.) mogao je glumiti likove koji posjeduju ponešto topline u sebi, ali Rick je bio prva prava romantična uloga.
- Ingrid Bergman kao Ilsa Lund: Bergmanina službena stranica navodi ulogu Ilse kao njezinu "najslavniju i najsnažniju ulogu".[29] Hollywoodski debi švedske glumice u Intermezzu popraćen je dobrim ocjenama, ali njezini kasniji filmovi nisu postizali značajanije uspjehe - sve do Casablance. Ebert je naziva "blistavom" te komentira kemiju između nje i Bogarta: "ona svojim očima boji njegovo lice".[12] Ostale glumice koje su kandidirale za ulogu bile su Ann Sheridan, Hedy Lamarr i Michele Morgan; Wallis je dobio Bergman, koja je bila pod ugovor s Davidom O. Selznickom, posudivši Oliviju de Havilland u zamjenu.[30]
- Paul Henreid kao Victor Laszlo: Henreid, austrijski glumac koji je napustio Austriju 1935., predomišljao se o prihvaćanju uloge, sve dok mu nisu obećali potpis uz Bogarta i Bergman. Henreid se nije slagao s ostalim glumcima; Bogarta je smatrao "prosječnim glumcem", dok je Bergman Henreida nazvala "primadonom".[31]

Sporedni glumci bili su:
- Claude Rains kao Kapetan Louis Renault: Rains je bio engleski glumac, rođen u Londonu. Ranije je surađivao s Michaelom Curtizom na Pustolovinama Robina Hooda.

- Sydney Greenstreet kao Signor Ferrari, protivnički vlasnik noćnog kluba. Još jedan Englez, Greenstreet se prije Casablance pojavio s Lorreom i Bogartom u svojem filmskom debiju, Malteškom sokolu.
- Peter Lorre kao Signor Ugarte: Lorre je bio mađarski karakterni glumac koji je 1933. napustio Njemačku.
- Conrad Veidt kao Bojnik Strasser iz Luftwaffea. On je bio njemački glumac koji se pojavio u Kabinetu doktora Cagliarija (1920.) prije nego što je pobjegao pred nacistima i glumio upravo njih u američkim filmovima.

U filmu se pojavljuju i:
- Dooley Wilson kao Sam. On je bio jedan od nekolicine američkih članova glumačke postave. Bubnjar koji nije mogao svirati klavir. Hal Wallis htio je zamijeniti Sama ženskim likom (Hazel Scott i Ella Fitzgerald kandidirale su za ulogu), a čak i kad je snimanje bilo završeno, Wallis je razmišljao o sinkronizaciji pjesama preko Wilsonova glasa.[32]
- Joy Page kao Annina Brandel, mlada bugarska izbjeglica. Jedna od troje potpisanih Amerikanaca, bila je pokćerka čelnika studija Jacka Warnera.
- Madelaine LeBeau kao Yvonne, Rickova djevojka s kojom ubrzo raskida. Francuska glumica bila je supruga Marcela Dalioa do njihova razvoda 1942.
- S.Z. Sakall kao Carl, konobar. Sakall je bio mađarski glumac koji je 1939. pobjegao iz Njemačke. Bio je Curtizov prijatelj još iz Budimpešte, a tri njegove sestre umrle su u koncentracijskom logoru.
- Curt Bois kao džepar. Bois je bio njemački Židov, glumac i još jedna izbjeglica. Može se pohvaliti najdužom filmskom karijerom uz Mickeyja Rooneyja, jer se prvi put na filmu pojavio 1907., a posljednji put 1987.
- John Qualen kao Berger, Laszlov kontakt iz Pokreta otpora. Rođen je u Kanadi, ali odrastao u Americi. Pojavio se u mnogim filmovima Johna Forda.
- Leonid Kinski kao Sascha, kojeg Rick zadužuje da otprati Yvonne kući. Rođen je u Rusiji.
- Marcel Dalio kao Emil, krupje. Bio je zvijezda francuskog filma pojavivši se u Velikoj iluziji i Pravilima igre Jeana Renoira, ali nakon što je pobjegao iz Francuske, bio je ograničen na manje uloge u Hollywoodu. Odigrao je ključnu ulogu u još jednom filmu s Bogartom, Imati i nemati.
- Helmut Dantine kao Jan Brandel, bugarski igrač ruleta. Još jedan Austrijanac koji je nakon Anschlussa neko vrijeme proveo u koncentracijskom logoru.
- Norma Varden kao Engleskinja čijem je mužu ukradena lisnica. Bila je poznata engleska karakterna glumica.
- Jean Del Val kao spiker radija francuske policije koji otvara film izvještajem o vijestima o ubojstvu dvojice njemačkih kurira.
- Torben Meyer kao nizozemski bankar koji sjedi za stolom za baccarat u Rickovu lokalu. On kaže Carlu, "Možda da mu kažeš kako vodim drugu najveću bankarsku kuću u Amsterdamu." Meyer je bio danski glumac.
- Dan Seymour kao Abdul, vratar. On je bio američki glumac koji je zahvaljujući svojem korpulentnom izgledu često glumio negativce.
- Gregory Gaye kao njemački bankar kojeg Rick odbija primiti u casino. Gaye je bio glumac rođen u Rusiji koji je 1917. došao u Sjedinjene Države nakon Ruske revolucije.

Dio emocionalnog učinka filma pripisana je velikom udjelu europskih emigranata i izbjeglica koji su nastupili kao statisti ili u manjim ulogama. Svjedok snimanja sekvence "dvoboja pjesama" rekao je kako je vidio kako mnogi glumci plaču, te "shvatio da su bili stvarni izbjeglice". Bez obzira na to, njemački građani među njima morali su se držati policijskog sata kao neprijateljski uljezi. Ironično, često su bivali angažirani da utjelove naciste od kojih su pobjegli. Neki od stranih glumaca emigranata bili su:
- Wolfgang Zilzer koji je ustrijeljen u uvodnoj sekvenci filma, bio je glumac iz nijemih filmova u Njemačkoj koji je otišao nakon što su nacisti preuzeli vlast. Kasnije je oženio glumicu iz Casablance Lotte Palfi.
- Hans Twardowski kao nacistički časnik koji se svađa s francuskim časnikom oko Yvonne. Rođen je u Stettinu u Njemačkoj (danas Szczecin u Poljskoj).
- Ludwig Stössel kao G. Leuchtag, njemački izbjeglica čiji engleski "nije tako dobar". Rođen u Austriji, židovski glumac bio je zatvoren nakon nacističkog Anschlussa. Kad je oslobođen, otišao je Englesku, a zatim u Ameriku. Stössel je postao slavan po dugom nizu reklama za proizvođača vina Italian Swiss Colony. Odjeven u alpski šešir i kratke hlače, Stössel je bio njihov model uz slogan koji je glasio, "That Little Old Winemaker, Me!"
- Ilka Grünig kao Gđa. Leuchtag. Rođena u Beču, bila je zvijezda nijemog filma u Njemačkoj, a nakon Anschlussa se preselila u Ameriku.
- Lotte Palfi kao izbjeglica koja pokušava prodati svoje dijamante. Rođena u Njemačkoj, nastupila je u nizu uloga u kazalištu u Darmstadtu u Njemačkoj. Nakon što su nacisti 1933. preuzeli vlast, otputovala je u Ameriku. Kasnije se udala za još jednog glumca iz Casablance, Wolfganga Zitzera.
- Trude Berliner kao igračica baccarata u Rickovu lokalu. Rođena u Berlinu, bila je poznata cabaret izvođačica i filmska glumica. Kako je bila Židovka, napustila je Njemačku 1933.
- Louis V. Arco kao još jedan izbjeglica u Rickovu lokalu. Rođen u Lutz Altschulu u Austriji, preselio se u Ameriku ubrzo nakon Anschlussa i promijenio ime.
- Richard Ryen kao Strasserov pomoćnik, kapetan Heinze. Austrijski Židov koji je glumio u njemačkim filmovima, ali je pobjegao pred nacistima.

## Reakcije
Film je premijerno prikazan u Hollywood Theatreu u New Yorku 26. studenog 1942., kako bi se poklopio sa savezničkom invazijom Sjeverne Afrike i zauzimanjem Casablance, dok je široka distribucija počela 23. siječnja 1943., kako bi se iskoristila Konferencija u Casablanci, sastanak na vrhu između Churchilla i Roosevelta u gradu. Postigao je značajan, ali ne i spektakularan uspjeh, zaradivši na američkim kino-blagajnama 3,7 milijuna dolara po premijeri (čime je postao sedmi najuspješniji film 1943.). Prvotne kritičarske reakcije bile su uglavnom pozitivne: Variety ga je opisao kao "veličanstvenu anti-nacističku propagandu", kako je Koch kasnije rekao, "bio je to film koji je publika trebala... imao je vrijednosti... vrijednih žrtava. A sve je to predstavio na vrlo zabavan način." Druge recenzije pokazivale su mnogo manje entuzijazma: The New Yorker nazvao ga je tek "uglavnom podnošljivim". Ured za ratne informacije spriječio je prikazivanje filma vojnicima u Sjevernoj Americi, vjerujući kako bi mogao neraspoloženje među zagovornicima Vichyja u regiji.
Na dodjeli Oscara 1944., film je osvojio tri nagrade: najbolji adaptirani scenarij, najbolja režija i najbolji film. Wallis je bio nezadovoljan jer je Jack Warner, a ne on, preuzeo nagradu za najbolji film; previd je doveo do toga da je Wallis u travnju te godine prekinuo odnose sa studijem.
Popularnost filma rasla je s godinama. Murray Burnett nazvao ga je "pravo jučer, pravo danas, pravo sutra". Film je do 1955.  priskrbio 6,8 milijuna dolara, čime je postao treći najuspješniji ratni film Warner Brosa. (iza Shine On, Harvest Moon i This is the Army). Brattle Theater iz Cambridgea u Massachusettsu prikazao je film 21. travnja 1957. u sklopu sezone starih filmova. Postao je tako popularan da je prikazivanje Casablance postalo tradicija u tjednu završnih ispita na Sveučilištu Harvard što se proteglo do danas, a tradicija se proširila i na druge fakultete diljem Sjedinjenih Država. Tradicija je pomogla da film ostane popularan dok su drugi slavni filmovi četredestih počeli blijedjeti u kolektivnom umu, a do 1977. Casablanca je postala najprikazivaniji film na američkim televizijama.
Međutim, postoji anegdotalni dokaz kako je Casablanca ostavila veći utisak među filmoljupcima nego unutar profesionalne filmske branše. U izdanju American Filma za studeni/prosinac 1982., Chuck Ross je tvrdio kako je pretipkao scenarij Casablance, promijenivši samo ime u Everybody Comes to Rick te ime pijanista u Dooley Wilson, nakon čega ga je poslao u 217 agencija. 85 njih ga je pročitalo; od toga ga je odbilo 38, 33 su ga općenito prepoznali (ali samo osam točno kao Casablancu), tri su ga proglasile komercijalno isplativim, a jedna je predložila da se pretvori u roman.

### Kritike
Prema Rogeru Ebertu, Casablanca se "vjerojatno nalazi na više popisa najvećih filmova svih vremena nego ijedan drugi naslov, uključujući Građanina Kanea" jer se obraća široj publici; dok je Građanin Kane "veći", Casablanca je omiljenija. Ebert je rekao kako nikad nije čuo za negativnu recenziju filma, iako se neki pojedini elementi mogu kritizirati, pogotovo nerealistični specijalni efekti i kruti portret lika Laszla. Rudy Behlmer je istaknuo raznovrsnost filma: "to je mješavina drame, melodrame, komedije i intrige". Leonard Maltin je izjavio kako mu je to najdraži film svih vremena.
Ebert je rekao da je film popularan jer su "ljudi u njemu svi tako dobri". Kao junak Pokreta otpora, Laszlo je prividno najplemenitiji, iako je tako krut da ga je teško voljeti. Drugi likovi, prema Behlmerovim riječima, nisu tako isprofilirani: svoju dobrotu pokazuju tijekom filma. Renault počinje film kao nacistički suradnik, koji iznuđuje seksualne usluge od izbjeglica i daje ubiti Ugartea. Rick, prema Behlmeru, "nije junak, ... niti negativac": on čini ono što je potrebno kako bi održao dobre odnose s vlastima i "ne riskira ni za koga". Čak i Ilsa, najmanje aktivna od glavnih likova, " biva uhvaćena u emocionalnu dvojbu" oko toga kojeg čovjeka uistinu voli. Krajem filma, međutim, "svi se žrtvuju."
Jedna od rijetkih negativnih kritika bila je ona Umberta Eca, koji je napisao da je "po bilo kojim striktnim kritičkim standardima... Casablanca vrlo prosječan film." Promjene kroz koje prolaze junaci doživio je kao nedosljedne, a ne kompleksne: "To je strip, zbrka, neuvjerljiva psihološka vjerodostojnost, uz malo dosljednosti u dramskim efektima." No, ustvrdio je kako mu ta nedosljednost koja vrijedi za popularnost filma dopušta da uključi cijeli niz arhetipa (nesretna ljubav, let, prijelaz, čekanje, čežnja, trijumf čistoće, vjerni sluga, ljubavni trokut, ljepotica i zvijer, zagonetna žena, nejasni pustolov i pijanac koji se iskupljuje):
Stoga Casablanca nije samo jedan film. Ona je više filmova, antologija. (...) Kad se svi arhetipi besramno spoje u jedan, dosežemo homerske dubine. Dva klišeja nas nasmijavaju. Stotine klišeja nas diraju. Zato osjećamo da klišeji razgovaraju međusobno i slave ponovno okupljanje.
Eco ističe žrtvu kao jednu od ključnih tema filma: "mit o žrtvi proteže se cijelim filmom." Upravo je ta tema odjeknula među publikom u ratno vrijeme koja je bila uvjerena kako je ideja da bolno žrtvovanje i odlazak u rat mogu biti romantične geste u svrhu višeg dobra.

### Interpretacije
Kritičari su Casablancu interpretirali na mnoge načine. William Donelley, u svojem Love and Death in Casablanca, tvrdi da je Rickov odnos sa Samom, a kasnije i s Renaultom, "uobičajeni slučaj potisnute homoseksualnosti koja obilježava većinu američkih pustolovnih priča." Harvey Greenberg u svojem članku The Movies on Your Mind, prezentira freudovsku interpretaciju, prema kojoj prekoračenje koje sprječava Ricka da se vrati u SAD konstituira Edipov kompleks, koji se rješava kad se Rick počne identificirati s očinskom figurom Laszla i uzrokom koji on predstavlja. Sidney Rosenzweig tvrdi kako su takve interpretacije neznatne, te da je najvažniji aspekt filma dvoznačnost, iznad svega u središnjem liku Ricka; navodi različita imena koja svaki lik daje Ricku (Richard, Ricky, G. Rick, Herr Blaine itd.) kao dokaz različitih značenja koje ima za svaku osobu.

### Utjecaj
Mnogi kasniji filmovi preuzeli su elemente Casablance: u Prolazu za Marseille 1944. ponovno su nastupili Bogart, Rains, Greenstreet i Lorre, dok najviše sličnosti s Casablancom imaju dva Bogartova kasnija filma, Imati i nemati (1944.) i Sirocco (1951.). Parodije na film bile su Noć u Casablanci (1946.) Braće Marx, Jeftini detektiv (1978.) Neila Simona, Barb Wire (1996.) i Na svježem zraku (2001.), dok su dva filma dobila svoj naslov prema frazama iz filma: Privedite osumnjičene (The Usual Suspects, 1995.) i Sviraj ponovno, Sam (Play It Again, Sam, 1972.) Woodyja Allena u kojem Bogartov duh s osobnošću iz Casablance pomaže Allenovu samosažaljivom liku.
Sama Casablanca poslužila je kao zaplet televizijskog SF filma Overdrawn at the Memory Bank (1983.), prema priči Johna Varleyja, a u distopijanskom Brazilu (1985.) Terryja Gilliama, poslužila je kao značajan, ali ne i središnji motiv.
Warner Bros. producirao je vlastitu parodiju na film: Carrotblanca je bio crtani film o Zekoslavu Mrkvi iz 1995. koji se našao na specijalnom DVD izdanju filma. Film je poslužio i kao značajan motiv u romantičnoj komediji Emira Kusturice Crna mačka, beli mačor, u kojoj je jedan od likova opsjednut završnom rečenicom.
Steven Soderbergh odao je homage Casablanci filmom Dobri Nijemac (2006.), misterioznom pričom o ubojstvu u post-ratnom Berlinu snimljenoj u crno-bijeloj tehnici iz razdoblja u kojem je snimljena i Casablanca. Film završava sa scenom s dvoje bivših ljubavnika (George Clooney i Cate Blanchett) na aerodromu. Poster filma podsjeća na onaj za Casablancu.
Televizija je također bila privučena slavom filma. Na primjer, u epizodi američke televizijske serije Moonlighting parodira se Casablanca, s tim da je Curtis Armstrong nastupio u ulozi "Ricka", a Allyce Beasley kao "Agnes".
U književnosti, kratka priča Roberta Coovera "You Must Remember This" (iz knjige A Night at the Movies or, You Must Remember This) koristi iste citate iz filma i uključuje eksplicitnu scenu seksa između Ricka i Ilse, dok u SF noveli "The Children's Hour" u seriji The Man-Kzin Wars, autora i montažera Larryja Nivena, postoji priča koja mnoge elemente vuče iz Casablance.

## Nagrade i priznanja
Casablanca je osvojila tri Oscara:
- Oscar za najbolji film – Warner Bros. (Hal B. Wallis, producent)
- Oscar za najboljeg redatelja – Michael Curtiz
- Oscar za najbolji adaptirani scenarij – Julius J. Epstein, Philip G. Epstein i Howard Koch

Bila je nominirana za još pet Oscara:
- Oscar za najboljeg glavnog glumca – Humphrey Bogart
- Oscar za najboljeg sporednog glumca – Claude Rains
- Oscar za najbolju fotografiju, crno-bijelu – Arthur Edeson
- Oscar za najbolju montažu – Owen Marks
- Oscar za najbolju originalnu glazbu – Max Steiner

Film je 1989. izabran za čuvanje u Nacionalnom filmskom arhivu Sjedinjenih Država nakon što je ocijenjen "kulturno, povijesno ili estetski značajnim". 2005. je proglašen jednim od 100 najboljih filmova posljednjih 80 godina u izboru Time.com-a (izabrani filmovi nisu rangirani). Ceh američkih scenarista Zapadne obale proglasio je scenarij Casablance najboljim svih vremena u sklopu svog popisa 101 najboljeg scenarija.
Priznanja Američkog filmskog instituta
- 1998. - AFI-jevih 100 godina... 100 filmova - #2
- 2001. - AFI-jevih 100 godina... 100 uzbuđenja - #37
- 2002. - AFI-jevih 100 godina... 100 strasti - #1
- 2003. - AFI-jevih 100 godina... 100 junaka i negativaca:
  - Rick Blaine, junak #4
- 2004. - AFI-jevih 100 godina... 100 pjesama:
  - "As Time Goes By" #2
- 2005. - AFI-jevih 100 godina... 100 filmskih citata  - #5, 20, 28, 32, 43, 67 (see Izbor citata ispod)
- 2006. - AFI-jevih 100 godina... 100 radosti - #32
- 2007. - AFI-jevih 100 godina... 100 filmova (Izdanje u povodu 10. obljetnice) - #3

## Kućna izdanja
Casablanca je 1991. objavljena na laserdiscu,  a 1992. na VHS-u - oba izdanja bila su iz MGM/UA Home Entertainmenta (distributer za Turner Entertainment), koje je u to vrijeme distribuirao Warner Home Video. 1997. je prvi put objavljena DVD verzija u izdanju MGM-a, s foršpanom i kratkim filmom o snimanju (Warner Bros. objavio je film na DVD-u 2000.). 2003. je objavljeno dvostruko specijalno izdanje s audio komentarima, dokumentarcima i restauriranim vizualnim i auditivnim elementima.
HD-DVD izdanje objavljeno je 14. studenog 2006. s jednakim dodacima kao na DVD izdanju iz 2003. DVD recenzenti bili su iznimno impresionirani transferom filma na visoku definiciju.
Blu-ray izdanje s novim dodacima objavljeno je 2. prosinca 2008., a dostupni su i na DVD-u.

## Nastavci i druge verzije
Gotovo svaki trenutak iz Casablance je postao hit, a počela su govorkanja o snimanju nastavka. Planiran je nastavak nazvan Brazzaville (u posljednjoj sceni, Renault preporučuje bijeg u taj grad pod upravom Slobodne Francuske), ali nikad nije produciran. Od tada, nijedan studio nije ozbiljno razmatrao snimanje nastavka ili obrade. Francois Truffaut je odbio poziv za snimanje obrade 1974., navevši kao razlog njegov kultni status među američkim studentima. Međutim, postoje izvještaji kako će bollywoodski redatelj Rajeev Nath snimiti obradu filma.
Roman Michaela Walsha As Time Goes By objavljen 1998. autorizirao je Warner. Roman nastavlja od trenutka u kojem završava film, a govori o Rickovoj misterioznoj prošlosti u Americi. Knjiga nije postigla veći uspjeh. David Thomson napisao je neslužbeni nastavak sa svojim romanom Suspects iz 1985.
Snimljene su i dvije televizijske serije kratkog vijeka temeljene na Casablanci, a obje se smatraju prednastavcima filma. Prva se prikazivala od 1955. do 1956., s Charlesom McGrawom u ulozi Ricka i Marcelom Daliom, koji je u filmu igrao krupjea Emila, u ulozi Renaulta; prikazivala se na ABC-u kao dio serijala Warner Bros. Presents. Producirano je ukupno deset jednosatnih epizoda. U drugoj seriji, koja se 1983. kratko prikazivala na NBC-u, pojavili su se David Soul kao Rick, Ray Liotta kao Sacha i Scatman Crothers kao nešto stariji Sam. Producirano je ukupno pet jednosatnih epizoda.
Bilo je i nekoliko radijskih adaptacija filma. Dvije najpoznatije bile su 30-minutna adaptacija u sklopu antologijske serije The Screen Guild Theater od 26. travnja 1943., s Bogartom, Bergman i Henreidom, te jednosatna verzija na Lux Radio Theater od 24. siječnja 1944., s Alanom Laddom kao Rickom, Hedy Lamarr kao Ilsom i Johnom Loderom u ulozi Victora Laszla. 3. rujna 1943. su emitirane i dvije 30-minutne adaptacije u Philip Morris Playhouseu, te 19. prosinca 1944. na Theater of Romance, u kojoj je Dooley Wilson reprizirao ulogu Sama.
Julius G. Epstein dvaput je pokušao pretvoriti film u broadwayski mjuzikl, 1951. i 1967., ali nijedna adaptacija nije završila na kazališnim daskama. Originalni komad, Everybody Comes to Rick's, produciran je u kolovozu 1946. u Newportu na Rhode Islandu, te ponovno u travnju 1991. u Londonu, ali nije postigao veći uspjeh.
Casablanca je bila i dio kontroverzne kolorizacije filmova tijekom osamdesetih, nakon čega je kolorizirana verzija emitirana na televiziji. Ta verzija kratko je bila dostupna na kućnim izdanjima, ali nije bila popularna među puristima. Bogartov sin Stephen je rekao, "ako ćete kolorizirati Casablancu, zašto ne i naoružati Veneru s Milosa?"

## Glasine
Produkciju filma pratilo je niz glasina i pogrešnih tumačenja, a jedna od njih je govorila kako je Ronald Reagan originalno izabran za ulogu Ricka. Ta tvrdnja korijene vuče sa studijskog propćenja za medije izdanog u ranoj fazi produkcije, ali je studio tada već znao kako je ovaj zauzet radom za vojsku tako da nikad nije ozbiljno razmatran za ulogu.
Druga poznata priča govori kako glumci do zadnjeg dana snimanja nisu znali kako će film završiti. Originalna drama (u cijelosti smještena u lokal) završava s time da Rick pošalje Ilsu i Laszla na aerodrom. Tijekom snimanja scenarija razmatrana je mogućnost da Laszla ubiju u Casablanci, što bi omogućilo Ricku i Ilsi da odu zajedno, ali kako je Casey Robinson napisao Halu Wallisu prije početka snimanja, završetak filma "zamišljen je za elegantni preokret kad je Rick pošalje na avion s Laszlom. Čineći to, on ne rješava samo ljubavni trokut. On prisiljava djevojku da se saživi s idealizmom svoje naravi, prisiljavajući je da nastavi s poslom koji je u tim danima mnogo važniji nego ljubav između dvoje malih ljudi." Bilo je nemoguće da Ilsa ostavi Laszla zbog Ricka, jer je produkcijski kod zabranjivao prikazivanje žene kako napušta muža zbog drugog čovjeka. Dakle, rasprava uopće nije tekla u smjeru hoće li Ilsa ostaviti Laszla nego kako će taj ishod biti prikazan. Konfuzija je najvjerojatnije nastala zbog Bergmanine kasnije izjave da nije znala u kojem bi muškarca trebala biti zaljubljena. Iako su se prepravke odvijale i tijekom snimanja, pregled scenarija Aljeana Harmetza je pokazao da su mnoge ključne scene snimljene nakon što je Bergman saznala kako će film završiti: konfuzija je bila, prema Ebertovim riječima, "emocionalna", a ne "činjenična".

## Pogreške i netočnosti
Film ima nekoliko logičkih propusta, prije svega postojanje dvaju "tranzitnih pisama" koji omogućuju nositeljima da napuste teritorij Višijske Francuske. Prema audio komentaru, Ugarte kaže da pisma nije potpisao ni general Slobodne Francuske Charles de Gaulle niti general Višijske Francuske Maxime Weygand. Engleski podnaslovi na službenom DVD izdanju navode de Gaullea, dok oni francuski navode Weyganda. Weygand je bio višijski delegat-general za sjevernoafričke kolonije sve do mjesec dana od vremena u kojem je smješten film (i godinu dana nakon što je napisan). De Gaulle je bio čelnik vlade u izbjeglištvu Slobodne Francuske, neprijatelj višijskog režima koji je kontrolirao Maroko. Višijski vojni sud osudio je de Gaullea u odsustvu zbog izdaje i 2. kolovoza 1940. na doživotni zatvor, što znači da pismo potpisano od njegove strane ne bi imalo vrijednosti. Pisma je izmislila Joan Allison za originalnu dramu kao zaplet za priču i nikad ih nije dovodila u pitanje. Čak i u filmu, Rick sugerira Renaultu kako pisma ne bi omogućila Ilsi da pobjegne: "Ljudi su zdržavani u Casablanci bez obzira na njihova prava."
Nadalje, Laszlo tvrdi kako ga nacisti ne mogu uhititi: "Ovo je i dalje okupirana Francuska; svako narušavanje neutralnosti reflektiralo bi se na kapetana Renaulta". Ebert ističe da "nema smisla da se on može slobodno kretati okolo ... Uhitili bi ga na mjestu." No, Harmetz sugerira da Strasser namjerno dopušta Laszlu da se kreće, nadajući se kako će im odati imena vođa Francuskog Pokreta otpora u okupiranoj Europi u zamjenu za dopuštenje da Ilsa ode u Lisabon.
Druge pogreške su pogrešna verzija zastave Francuskog Maroka, Renaultova tvrdnja "Bio sam s njima [Amerikancima] kad su 'upali' u Berlin 1918." (njemački glavni grad nije osvojen za vrijeme Prvog svjetskog rata), a u Casablanci za vrijeme Drugog svjetskog rata nije bilo uniformiranih Nijemaca. Postoji još nekoliko grešaka u kontinuitetu; na primjer, u posljednjoj sceni, vojni kaput bojnika Strassera može se vidjeti s i bez epoleta. Isto tako, tijekom scene u kojoj Rick napušta Pariz vlakom, jasno se može vidjeti da Rickov kaput natapa teška kiša, ali nakon što se ukrcao na vlak, kaput izgleda suh. Curtizov odnos spram takvih detalja bio je jasan: "Toliko ću ga ubrzati da nitko neće ni primijetiti."

## Citati
Jedna od rečenica koja se najčešće dovodi u vezu s filmom - "Play it again, Sam" ("Sviraj ponovno, Sam") - je pogrešan citat. Kad Ilsa prvi put ulazi u Café Americain, opazi Sama i rekne mu "Play it once, Sam, for old times' sake" ("Odsviraj jednom, Sam, za stara vremena"). Nakon što je on odglumio ignoranciju, ona odgovara, "Play it, Sam. Play 'As Time Goes By'" ("Sviraj, Sam. Sviraj 'As Time Goes By'"). Kasnije te večeri, kad je ostao sam sa Samom, Rick kaže, "Svirao si je za nju pa možeš svirati i za mene." i "Ako ona to može podnijeti, mogu i ja! Sviraj!".
Rickova opaska Ilsi, "Here's looking at you, kid" ("U tvoje zdravlje, mala"), nije dio scenarija, nego je pripisano nečemu što je Bogart rekao Bergman dok ju je između klapa učio poker.
U izboru Američkog filmskog instituta 2005. rečenica se našla na 5. poziciji najupečatljivijih citata u filmskoj povijesti. Šest citata iz Casablance se našlo u prvih 100, daleko najviše od svih drugih filmova (Zameo ih vjetar i Čarobnjak iz Oza slijede s po tri citata). Ostali su: "Louis, I think this is the beginning of a beautiful friendship." ("Louis, mislim da je ovo početak jednog divnog prijateljstva.") (20.), "Play it, Sam. Play 'As Time Goes By.'" ("Sviraj ponovno, Sam. Sviraj 'As Time Goes By'.") (28.), "Round up the usual suspects." ("Okupite uobičajene osumnjičene.") (32.), "We'll always have Paris." ("Uvijek ćemo imati Pariz.") (43.) i "Of all the gin joints in all the towns in all the world, she walks into mine." ("Od svih lokala u svim gradovima u cijelom svijetu, ona uđe u moj.") (67.).

## Vanjske poveznice
- Casablanca u internetskoj bazi filmova IMDb-a
- Casablanca na GermanHollywood.com
- Casablanca na Rotten Tomatoes
- Radijska adaptacija Casablance 26. travnja 1943. na The Screen Guild Theateru; 30 minuta, s originalnim glumcima] (MP3)
- Radijska adaptacija Casablance 24. siječnja 1944. na Lux Radio Theateru; 56 minuta, voditelj Cecil B. DeMille (MP3)